# Polihidramnios
Polihidramnios es un término médico que se refiere a la presencia excesiva o aumento de líquido amniótico—por lo general mayor a los 2 litros o un índice de líquido amniótico >18 mm—alrededor del feto antes de que este nazca. La alteración puede ocurrir cuando el feto no puede tragar la cantidad normal o suficiente de líquido amniótico o debido a diversos problemas gastrointestinales, cerebrales o del sistema nervioso (neurológicos) o de otro tipo de causas relacionadas con el aumento en la producción de líquido como cierto trastorno pulmonar del feto.

## Etiología
La causa subyacente del exceso de volumen de líquido amniótico es evidente en algunas condiciones clínicas y no es completamente entendida en otros. Las causas que con más frecuencia se asocian con el polihidramnios incluyen las siguientes:
- Embarazo múltiple con síndrome de transfusión gemelo-gemelo (síndrome de transfusión fetofetal), es decir, un aumento de líquido amniótico en el gemelo receptor y una disminución de líquido amniótico en el gemelo donante
- Anomalías fetales abdominales, incluyendo atresia esofágica, generalmente asociada con una fístula traqueoesofágica, agenesia traqueal, atresia duodenal, atresias intestinales y otras
- Déficit de la hormona antidiurética
- Trastornos del sistema nervioso central y enfermedades neuromusculares que causan disfunción fetal para tragar
- Trastornos del ritmo cardíaco congénito, anomalías asociadas con hidropesía fetal, hemorragia fetal materna  y la infección por parvovirus
- Un mal control de la diabetes mellitus materna (si está presente la enfermedad vascular grave también puede aparecer un oligohidramnios)
- Anomalías cromosómicas, en la mayoría de la trisomía 21, seguida de la trisomía 18 y la trisomía 13
- Acinesia fetal con incapacidad para la deglución

## Cuadro clínico
La inspección visual puede poner de manifiesto una rápida ampliación del útero en la mujer embarazada, es decir, un aumento del tamaño del abdomen que no correlaciona con la edad gestacional. Las gestaciones múltiples están también asociadas con polihidramnios. En la ecografía se pueden visualizar anomalías fetales asociadas con macrosomía neonatal, que incluyen al polihidramnios, hidropesía fetal neonatal con anasarca, ascitis, derrames pleurales o pericárdicos, y la obstrucción del tracto gastrointestinal, por ejemplo, la atresia esofágica o duodenal, fístula traqueoesofágica, etc.
Las malformaciones esqueléticas también pueden ser visualizadas, entre ellas la dislocación congénita de cadera, pie zambo, y la reducción de las extremidades defecto. Ciertas anomalías en los movimientos fetales son indicativos de trastornos neurológicos primarios o bien están asociadas con un síndrome genético, como la poliploidía.

## Complicaciones
Los estudios muestran un aumento del riesgo de anomalías fetales en sus formas más graves asociadas con polihidramnios. En una serie en 1990, el 20% de los casos con polihidramnios tenían asociados anomalías fetales, incluyendo problemas del sistema gastrointestinal (40%), SNC (26%), sistema cardiovascular (22%), o sistema genitourinario (13%). Entre estos casos de polihidramnios, las gestaciones múltiples se produjeron en el 7,5%, 5% se debieron a la diabetes materna, y el restante 8,5% se debieron a otras causas. Sin embargo, al menos el 50% de los pacientes no tenían factores de riesgo asociados.